# Аскер, Афрден
Афрден Аскер (кит. трад. 艾菲尔丁.艾斯卡尔, пиньинь Àifēiěrdīng Àisīkǎ'ěr; род. 15 сентября 2003, Сиань) — китайский футболист, нападающий клуба «Гуанчжоу».

## Клубная карьера
Футболом начал заниматься в клубе «Шэньси Лаочэнген», откуда в 2017 году перешёл в академию японского «Симидзу С-Палс». В Японии также выступал за молодёжную команду клуба «Касима Антлерс». В 2018 году вернулся в Китай, где присоединился к «Гуанчжоу». В 2020 и 2021 годах выступал за молодёжные сборные Китая матчах второй лиги. В апреле 2021 года на правах аренды перешёл в «Сучжоу Дунъу», за который провёл 24 матча в первой лиге и забил 2 мяча.
По окончании аренды вернулся в «Гуанчжоу». 3 июня 2022 года в первому туре нового сезона против «Шанхай Шэньхуа» дебютировал за основной состав клуба в чемпионате Китая, выйдя на замену на 73-й минуте. Всего в сезоне принял участие в 25 матчах, в которых отметился одним мячом. В итоговой турнирной таблице «Гуанчжоу» занял предпоследнее место и вылетел в первую лигу.
29 марта 2023 года на правах аренды до конца года перешёл в шведский «Мьельбю». Арендное соглашение предусматривает право выкупа. За время аренды только один раз попал в заявку на матч чемпионата против «Хаммарбю», но на поле не появился. В начале июня арендное соглашение было расторгнуто и игрок вернулся в «Гуанчжоу».

## Клубная статистика
| Выступление      | Выступление      | Выступление      | Лига | Лига | Кубки | Кубки | Конт. кубки | Конт. кубки | Итого | Итого |
| Клуб             | Лига             | Сезон            | Игры | Голы | Игры  | Голы  | Игры        | Голы        | Игры  | Голы  |
| ---------------- | ---------------- | ---------------- | ---- | ---- | ----- | ----- | ----------- | ----------- | ----- | ----- |
| Гуанчжоу         | Суперлига        | 2022             | 23   | 0    | 2     | 1     | 0           | 0           | 25    | 1     |
| Гуанчжоу         | Итого            | Итого            | 23   | 0    | 2     | 1     | 0           | 0           | 25    | 1     |
| → Сучжоу Дунъу   | Первая лига      | 2021             | 24   | 2    | 0     | 0     | 0           | 0           | 24    | 2     |
| → Сучжоу Дунъу   | Итого            | Итого            | 24   | 2    | 0     | 0     | 0           | 0           | 24    | 2     |
| → Мьельбю        | Алльсвенскан     | 2023             | 0    | 0    | 0     | 0     | 0           | 0           | 0     | 0     |
| → Мьельбю        | Итого            | Итого            | 0    | 0    | 0     | 0     | 0           | 0           | 0     | 0     |
| Всего за карьеру | Всего за карьеру | Всего за карьеру | 47   | 2    | 2     | 1     | 0           | 0           | 49    | 3     |